# Asil
Asil, von Urdu اصیل aṣīl, deutsch ‚adlig, vornehm‘, aus arabisch arabisch اصیل, DMG aṣīl ‚original, einheimisch, edel‘, auch Aseel oder Azeel geschrieben, ist eine aus Indien stammende Haushuhnrasse. In Indien werden alle Kampfhuhnrassen Asil genannt. Im Deutschen Standard wurden zwei Asil-Typen anerkannt: der Rajah-Asil, der allgemein als Asil bekannt ist, und der größere und schwerere Madras-Asil. Der Asil ist eine der ältesten Haushuhnrassen überhaupt, wurde seit dem Altertum für Hahnenkämpfe gezüchtet und ist weltweit verbreitet. Die Tiere werden als Ziervögel vor allem wegen ihres herausstechenden Erscheinungsbildes gehalten. Lediglich der Schlachtkörper der Jungtiere macht sie als Nutztiere interessanter. Als Leger sind sie unrentabel.

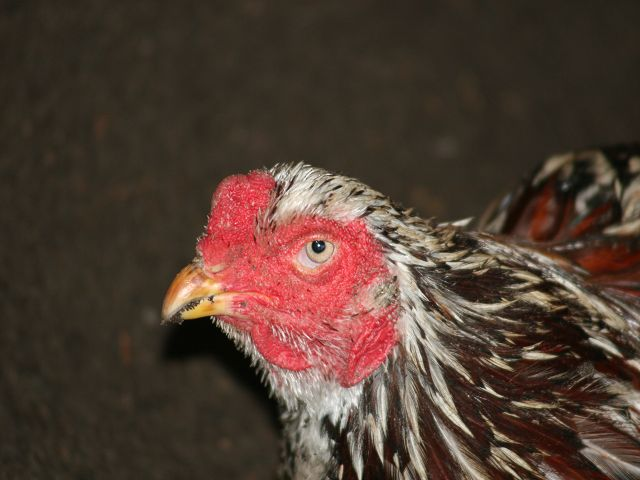
Perlauge

Diese mittelgroße Rasse entspricht dem Ideal der Kampfhuhnform. Die Tiere sind straff bemuskelt, haben eine abfallende Form und eine aufrechte Haltung. Darüber hinaus eine markante Schulterung. Das Gefieder ist hart. Der Kopf wird von einem Erbsenkamm gekrönt und über den hellen Augen sind ausgeprägte Wülste. Kehllappen sind keine vorhanden. Dafür eine fast unbefiederte, nicht zu stark entwickelte Kehlwamme.
Eine Haltung ist wegen ihres aggressiven Verhaltens nur als Paar (1.1) oder in einer kleinen Gruppe von einem Hahn mit zwei Hennen (1.2) problemlos möglich, da es auch unter den Hennen zu Konflikten kommen kann.

## Zwergform
Der Zwerg-Asil existiert in den Farbschlägen rotbunt, gelbbunt und weiß und ist ebenfalls nahezu weltweit verbreitet. Die Zwergform wurde in England gezüchtet und 1880 zum ersten Male ausgestellt. Der Hahn wiegt 1000 Gramm und die Henne 800 Gramm. Die Eier sind cremefarbig bis bräunlich schattiert und wiegen 30 Gramm. Die Legeleistung ist gering.